# ゴラン・ミロヴィッチ
ゴラン・ミロヴィッチ（Goran Milović、1989年1月29日 - ）は、クロアチア・スプリト出身の元サッカー選手。元クロアチア代表。現役時代のポジションはディフェンダー。
ゴラン・ミロビッチと表記されることもある。

## 経歴

### クラブ
RNKスプリトの下部組織出身で、2012年6月にハイドゥク・スプリトへと移籍。ハイドゥク・スプリトでは公式戦通算144試合に出場し5得点を記録。UEFAヨーロッパリーグでもプレーした。
2016年2月10日、中国サッカー・スーパーリーグの重慶力帆へ完全移籍することが発表された。契約期間は3年間となる。
2018年6月13日、KVオーステンデに2年契約で移籍した。
2023年9月30日、現役引退を表明した。

### 代表
2015年11月に行われたロシア代表との国際親善試合でクロアチア代表デビューを飾った。

## 個人成績
| 国内大会個人成績 | 国内大会個人成績 | 国内大会個人成績 | 国内大会個人成績 | 国内大会個人成績 | 国内大会個人成績 | 国内大会個人成績 | 国内大会個人成績 | 国内大会個人成績 | 国内大会個人成績 | 国内大会個人成績 | 国内大会個人成績 |
| 年度             | クラブ           | 背番号           | リーグ           | リーグ戦         | リーグ戦         | リーグ杯         | リーグ杯         | オープン杯       | オープン杯       | 期間通算         | 期間通算         |
| 年度             | クラブ           | 背番号           | リーグ           | 出場             | 得点             | 出場             | 得点             | 出場             | 得点             | 出場             | 得点             |
| 中国             | 中国             | 中国             | 中国             | リーグ戦         | リーグ戦         | リーグ杯         | リーグ杯         | FA杯             | FA杯             | 期間通算         | 期間通算         |
| ---------------- | ---------------- | ---------------- | ---------------- | ---------------- | ---------------- | ---------------- | ---------------- | ---------------- | ---------------- | ---------------- | ---------------- |
| 2016             | 重慶力帆         |                  | 超級             |                  |                  | -                | -                |                  |                  |                  |                  |
| 通算             | 中国             | 中国             | 超級             | 0                | 0                | 0                | 0                | 0                | 0                | 0                | 0                |
| 総通算           | 総通算           | 総通算           | 総通算           | 0                | 0                | 0                | 0                | 0                | 0                | 0                | 0                |